# 517. pehotni polk (Wehrmacht)
Za druge 517. polke glejte 517. polk.
517. pehotni polk (izvirno nemško Infanterie-Regiment 517) je bil eden izmed pehotnih polkov v sestavi redne nemške kopenske vojske med drugo svetovno vojno.

## Zgodovina
Polk je bil ustanovljen 12. februarja 1940 pri Magdeburgu iz II. bataljona 74. in II. bataljona 12. pehotnega polka; polk je bil dodeljen 295. pehotni diviziji. 
15. novembra 1940 sta bila štab in III. bataljon izvzeta iz sestave in dodeljena 589. pehotnemu polku; obe enoti sta bili nadomeščeni.
15. oktobra 1942 je bil polk preimenovan v 517. grenadirski polk.